# Austrália nos Jogos Olímpicos de Inverno de 1984
A Austrália participou dos Jogos Olímpicos de Inverno de 1984 em Sarajevo, na Iugoslávia.